# Blake Smith
Blake Smith est un joueur américain de soccer né le 17 janvier 1991 à El Paso au Texas. Il joue au poste de latéral gauche.

## Biographie
Blake Smith nait et grandit au Texas. Au lycée à Boerne, il joue déjà au soccer et est repéré localement. Il intègre l'Université du Nouveau-Mexique en 2009 et évolue en NCAA avec les Lobos.
Après une belle carrière universitaire, il se présente à la MLS SuperDraft 2013 comme un des meilleurs ailiers gauche du pays. Il est repêché par l'Impact de Montréal en 8e position. Les ailes et en particulier le côté gauche est une des faiblesses du club québécois et donc il signe assez rapidement son premier contrat professionnel le 25 février 2013.
Le 30 mars 2013, il fait sa première apparition en MLS en remplacement de Marco Di Vaio à la 79e minute du match contre le Sporting Kansas City. Il inscrit son premier but le 25 mai 2013 dans les arrêts de jeu contre l'Union de Philadelphie (victoire 5-3).
Alors que l'Impact est en grande difficulté en championnat, Smith est prêté en NASL, à l'Eleven d'Indy le 13 mai 2014.
Barré par plusieurs ailiers de qualité, Smith est libéré par l'Impact le 7 mai 2015 alors qu'il n'avait toujours pas disputé de match en 2015. Il est alors mis à l'essai par le FC Dallas mais il ne parvient pas à convaincre Oscar Pareja.
À vingt-quatre ans, il part alors tenter sa chance en Europe, d'abord en Suède avant de finalement arriver en Suisse. Il fait un essai avec le FC Le Mont-sur-Lausanne puis Yverdon-Sport FC où il s'engage le 18 juillet 2015 pour évoluer en 4e division
Après quelques mois en Suisse, il revient aux États-Unis et signe le 15 décembre 2015 en faveur du Miami FC, franchise d'expansion de la NASL, pour sa saison inaugurale en 2016.
Après une saison en CanPL avec le Pacific FC, il retourne dans son Texas natal et signe avec le San Antonio FC pour la saison 2020 de USL Championship.
À l'issue de la saison 2020, il annonce son retrait du soccer professionnel.

## Palmarès
- Impact de Montréal :
  - Vainqueur du Championnat canadien en 2013

## Statistiques
| Saison                | Club                  | Championnat           | Championnat | Championnat | Coupe(s) nationale(s) | Coupe(s) nationale(s) | Compétition(s) continentale(s) | Compétition(s) continentale(s) | Compétition(s) continentale(s) | Séries | Séries | Total | Total |
| Saison                | Club                  | Division              | M.          | B.          | M.                    | B.                    | Comp.                          | M.                             | B.                             | M.     | B.     | M.    | B.    |
| 2013                  | Impact de Montréal    | MLS                   | 16          | 2           | 2                     | 0                     | LCC                            | 3                              | 0                              | 0      | 0      | 21    | 2     |
| 2014                  | Impact de Montréal    | MLS                   | 3           | 0           | 1                     | 0                     | -                              | -                              | -                              | -      | -      | 4     | 0     |
| 2014                  | Eleven d'Indy (prêt)  | NASL                  | 19          | 2           | 2                     | 4                     | -                              | -                              | -                              | -      | -      | 21    | 6     |
| 2015-2016             | Yverdon-Sport FC      | 1re Ligue Classic     | 14          | 4           | 0                     | 0                     | -                              | -                              | -                              | -      | -      | 14    | 4     |
| 2016                  | Miami FC              | NASL                  | 30          | 0           | 1                     | 0                     | -                              | -                              | -                              | -      | -      | 31    | 0     |
| 2017                  | Miami FC              | NASL                  | 25          | 1           | 4                     | 0                     | -                              | -                              | -                              | 1      | 0      | 30    | 1     |
| 2018                  | FC Cincinnati         | USL                   | 30          | 1           | 3                     | 0                     | -                              | -                              | -                              | 2      | 0      | 35    | 1     |
| 2019                  | Pacific FC            | PLCan                 | 24          | 0           | 2                     | 0                     | -                              | -                              | -                              | -      | -      | 26    | 0     |
| 2020                  | San Antonio FC        | USLC                  | 16          | 2           | -                     | -                     | -                              | -                              | -                              | -      | -      | 16    | 2     |
| Total sur la carrière | Total sur la carrière | Total sur la carrière | 177         | 12          | 15                    | 4                     | -                              | 3                              | 0                              | 3      | 0      | 198   | 16    |